# ブレイセルトン (ジョージア州)
ブレイセルトン（英: Braselton）は、アメリカ合衆国ジョージア州の町。人口は1万3403人（2020年）。アトランタの北東65キロメートルに位置している。町域はジャクソン郡・バロウ郡・グイネット郡・ホール郡の4郡に跨がる。
グイネット郡とバロウ郡が、ブレイセルトンの中のアトランタ-サンディスプリングス-マリエッタ都市圏の一部に相当するエリアを占め、ホール郡が、アトランタとゲインズビルの二大都市圏に相当するエリアを占め、残るジャクソン郡が、ほかのどのコアベース統計地域にも相当しないエリアを占めている。

## 歴史
この町の名前は。スーザン・ホシュ（Susan Hosch）というプランテーションを経営している豊かな大規模農園主の娘と結婚したハリソン・ブレイセルトン（Harrison Braselton）という貧しい自作農だった人物から付けられている。ブレイセルトンは、ホシュ農場の北に786エーカー(318ヘクタール)の土地を購入して家を建てた。彼が購入した土地は後にブレイセルトンと呼ばれるようになったという。
1989年に、ジョージア出身の女優キム・ベイシンガーが2千万ドルで購入し、映画スタジオ等を作って観光地にしようとする。5年後、経営に失敗した彼女は破産し、大きな損失を負ってアトラクション施設を売り払うこととなった。

## 地理
ブレイセルトンは、北緯34度5分56秒 西経83度47分52秒 / 北緯34.09889度 西経83.79778度 (34.098764, -83.797814)に位置する。
アメリカ合衆国国勢調査局によれば、町は全体で12.5平方マイル (32.4 km2)のエリアがあり、その内の陸地面積が12.4平方マイル (32.2 km2)であり、水域面積が0.12平方マイル (0.3 km2)で全体の0.79%を占める。ブレイセルトンは、周辺のエリア7.20平方マイル (18.6 km2)を合併して現在の町域に拡大した
ホシュトンと共通したZIPコードである

## 人口動態
2010年の国勢調査によれば、7,511人の住民と2,833世帯がブレイセルトンにいるとしている。人口密度は、1平方マイル(1,210.0/km2).当たり605.0人住んでいるとしている。人種別統計では、白人が82.9%、アフリカン・アメリカンが3.9%、ヒスパニック・ラテン系が8.2%、アジア系が0.0%、太平洋諸島系が1.0%、その他が1.00%である。
2,833世帯の30.2%が18歳未満の子供と生活している。世帯の68.6%が夫婦で生活し、7.0%が未婚・離婚・夫の死別等で女性が世帯主であり、21.4%が非家族世帯である。全世帯のおよそ18.3%が一人暮らしで、65歳以上の一人暮らしが7.3%である。（同居の召使いや執事等も含む）世帯の平均人数は3.60人であり、家族の平均人数は3.16人である。
ブレイセルトンの年齢別人口分布は、18歳未満が30.2、18-24歳が5.0%、25-44歳が28.0%、45-64歳が31.3%、65歳以上が7.3%となっている。中央値となる年齢は40歳である。男女比は女性を100とした場合、男性は98.7であり、18歳以上で比較すると女性を100とした場合、男性は 90.6となる。
中央値となる収入は、世帯の場合だと65,521ドルであり、家族だと64,667ドルとなる。男性の場合は46,477ドルで女性は27,292ドルである。人口1人あたり収入は35,921ドルである。女性の約4.1%と全人口の3.9%は貧困線以下であり、そこには18歳未満の6.9%と65歳以上の12.6%が含まれる。

## スポーツ
自動車レース用サーキットのロード・アトランタが存在する。